# Fabio Gallo
Fabio Gallo (Bollate, 1970. szeptember 11. –) olasz labdarúgó-középpályás, edző.